# Georg Steitz
Georg Steitz (* 28. Januar 1756 in Frankfurt am Main; † 18. Juli 1819 in Wiesbaden) war ein Politiker der Freien Reichsstadt Frankfurt, des Großherzogtums Frankfurt und der Freien Stadt Frankfurt, in letzterer ein Jahr lang Staatsoberhaupt im Amte des Älteren Bürgermeisters.

## Familie, Leben und Werk
Georg Steitz stammt aus dem alten hessischen Geschlecht Steitz, das seine urkundlich belegte Stammreihe 1412 mit dem Kaufmann Henne Steitz (Stytz) in Butzbach beginnt. Der Familiensage nach stammt der erste Träger des Familiennamens aus Böhmen und war Hussit.
Georg entsprang dem Frankfurter Haus des Geschlechts. Dieses geht auf den Begründer des Stockstädter Asts, den Zentgrafen und Amtskeller Antonius Steitz, zurück. Dessen Sohn der Pfarrer Heinrich Steitz, war Begründer des Pfungstädter Zweigs der Familie Steitz und Ahnherr des Georg Steitz. Seine Familie brachte namhafte Persönlichkeiten Frankfurts hervor darunter einige Bankiers sowie Senatoren.
Das Geschlecht steht weiterhin über Luckel Steitz (Stytz), einer Tochter des Henne Steitz in Ahnengemeinschaft mit Johann Wolfgang von Goethe und der zur Althessischen Ritterschaft gehörenden Adelsfamilie Heydwolff.
Georg Steitz war wie sein Vater Juwelier. 1792 wurde er Mitglied des Rats der Freien Reichsstadt. Seine politische Tätigkeit fiel von Beginn an in eine äußerst schwierige Zeit. Am 22. Oktober desselben Jahres wurde die Stadt im Zuge des Ersten Koalitionskriegs von den Franzosen unter General Custine besetzt und mit einer Kontribution von 2 Millionen Gulden belegt, am 2. Dezember von preußischen und hessischen Truppen verlustreich zurückerobert.
Vier Jahre später, am 13./14. Juli 1796, bombardierten französische Truppen unter General Kléber die von den Österreichern gehaltene Stadt und besetzen sie schließlich. Erneut forderten die Besatzer eine erhebliche Kontribution in Höhe von 6 Millionen Franken ein. Um die Zahlung sicherzustellen, wurden mehrere Ratsherren, unter ihnen Steitz und der mehrfache Bürgermeister Adolph Carl von Humbracht, als Geiseln nach Frankreich verbracht.
1806 verlor die Freie Reichsstadt ihre jahrhundertealte Selbständigkeit und wurde dem Fürstentum Aschaffenburg (ab 1810 Großherzogtum Frankfurt) im Rheinbund angegliedert. Fürst Karl Theodor von Dalberg ernannte Georg Steitz zum Geheimen Finanzrat mit Zuständigkeit für die 1803 enteigneten Stifte und Klöster. 1810 berief der zum Großherzog aufgestiegene Dalberg Steitz in den Staatsrat des kurzlebigen Großherzogtums. Nach der von Steitz betriebenen Entlassung des als unglücklich empfundenen Finanzministers Graf Friedrich Ferdinand von Beust wurde ersterer mit der Leitung des Finanzministeriums betraut, wobei der Großherzog das Ministeramt formell selbst bekleidete. Zwischen Dalberg und Steitz bestand ein vertrauensvolles, freundschaftliches Verhältnis.
Steitz' Tätigkeit im großherzoglichen Finanzministerium ist zu verdanken, dass die Stadt Frankfurt vor dem finanziellen Zugriff des Staates verschont blieb. Neben seiner staatlichen Tätigkeit war Steitz auch Leiter der Frankfurter Rechnei, also Hüter der Stadtkasse. Nach Dalbergs Sturz 1813 berief der Generalgouverneur des Großherzogtums, Prinz Philipp von Homburg, Steitz in den Verwaltungsrat.
Der Wiener Kongress stellte 1815 die Souveränität der Stadt Frankfurt wieder her. Die Freie Stadt Frankfurt wurde eine von vier Stadtrepubliken im Deutschen Bund. Anstelle des früheren Rats leitete nun ein Senat die Geschicke der Stadt. Steitz wurde Mitglied des Senats, hatte dort aber zunächst in eigener Sache zu streiten, da die Stadt es ablehnte, die Steitz seiner Ansicht nach zustehende Pension als großherzoglicher Beamter zu übernehmen. Dennoch widmete er sich auch der Gestaltung der Zukunft der Stadt und war als Mitglied des Dreizehnerausschusses maßgeblich am Zustandekommen der freistädtischen Verfassung, der 1816 in Kraft getretenen Konstitutionsergänzungsakte, beteiligt.
Im Jahr 1818 bekleidete Steitz das jeweils für ein Kalenderjahr vergebene höchste Amt im Stadtstaat, das des Älteren Bürgermeisters. Ein halbes Jahr nach Ende seiner Amtszeit verstarb er im Alter von 63 Jahren während einer Kur in Wiesbaden.
Neben seiner politischen Tätigkeit widmete sich Georg Steitz der Erforschung der Geschichte von Frankfurt am Main. Seinen Nachlass verwaltete sein Neffe, der Frankfurter Senator Johann Gerhard Christian Thomas; heute befindet er sich im Institut für Stadtgeschichte.